# FPR1
FPR1 (англ. Formyl peptide receptor 1) – білок, який кодується однойменним геном, розташованим у людей на короткому плечі 19-ї хромосоми. Довжина поліпептидного ланцюга білка становить 350 амінокислот, а молекулярна маса — 38 446.
| 10         |  | 20         |  | 30         |  | 40         |  | 50         |
| ---------- |  | ---------- |  | ---------- |  | ---------- |  | ---------- |
| METNSSLPTN |  | ISGGTPAVSA |  | GYLFLDIITY |  | LVFAVTFVLG |  | VLGNGLVIWV |
| AGFRMTHTVT |  | TISYLNLAVA |  | DFCFTSTLPF |  | FMVRKAMGGH |  | WPFGWFLCKF |
| VFTIVDINLF |  | GSVFLIALIA |  | LDRCVCVLHP |  | VWTQNHRTVS |  | LAKKVIIGPW |
| VMALLLTLPV |  | IIRVTTVPGK |  | TGTVACTFNF |  | SPWTNDPKER |  | INVAVAMLTV |
| RGIIRFIIGF |  | SAPMSIVAVS |  | YGLIATKIHK |  | QGLIKSSRPL |  | RVLSFVAAAF |
| FLCWSPYQVV |  | ALIATVRIRE |  | LLQGMYKEIG |  | IAVDVTSALA |  | FFNSCLNPML |
| YVFMGQDFRE |  | RLIHALPASL |  | ERALTEDSTQ |  | TSDTATNSTL |  | PSAEVELQAK |
|            |  |            |  |            |  |            |  |            |

A: Аланін

C: Цистеїн

D: Аспарагінова кислота

E: Глутамінова кислота

F: Фенілаланін

G: Гліцин

H: Гістидин

I: Ізолейцин

K: Лізин

L: Лейцин

M: Метіонін

N: Аспарагін

P: Пролін

Q: Глутамін

R: Аргінін

S: Серин

T: Треонін

V: Валін

W: Триптофан

Кодований геном білок за функціями належить до рецепторів, g-білокспряжених рецепторів, білків внутрішньоклітинного сигналінгу, фосфопротеїнів. 
Задіяний у такому біологічному процесі, як хемотаксис. 
Локалізований у клітинній мембрані, мембрані.